# Pseuderanthemum inclusum
Pseuderanthemum inclusum är en akantusväxtart som beskrevs av Hosokawa. Pseuderanthemum inclusum ingår i släktet Pseuderanthemum och familjen akantusväxter. Inga underarter finns listade i Catalogue of Life.